# Christine Frederick
Christine Frederick (6 de febrer de 1883 - 6 d'abril de 1970), també coneguda com Christine McGaffey o Christine Isobel Frederick, va ser una economista nord-americana i exponent del taylorisme de principis del segle XX aplicat a l'àmbit domèstic. Va dur a terme experiments dirigits a millorar l'eficiència de la llar, així com a defensar el paper vital de les dones com a consumidores en una economia de producció massiva. Va escriure llibres sobre aquests temes, el més conegut dels quals és probablement Selling Mrs. Consumer, que ofereix una justificació primerenca de l'obsolescència programada com a característica necessària de l'economia industrial.

## Primers anys
Els seus pares: Christine isobel Campbell (de soltera Scott) i William R. Campbell es van separar poc després del seu casament. El 1894 la mare de Frederick es va casar amb un advocat, Wyatt MacGaffey, que va adoptar la filla.
El 1906, Christine McGaffey (com preferia escriure el seu cognom) es va graduar a la Northwestern University i es va convertir en mestra. Un any més tard, es va casar amb J. (Justus) George Frederick, un executiu de negocis interessat en les teories de la gestió científica proposades per Frederick W. Taylor entre d'altres. Els Frederick van tenir quatre fills, David Mansfield, Jean, Phyllis i Carol.

## Experta en eficiència

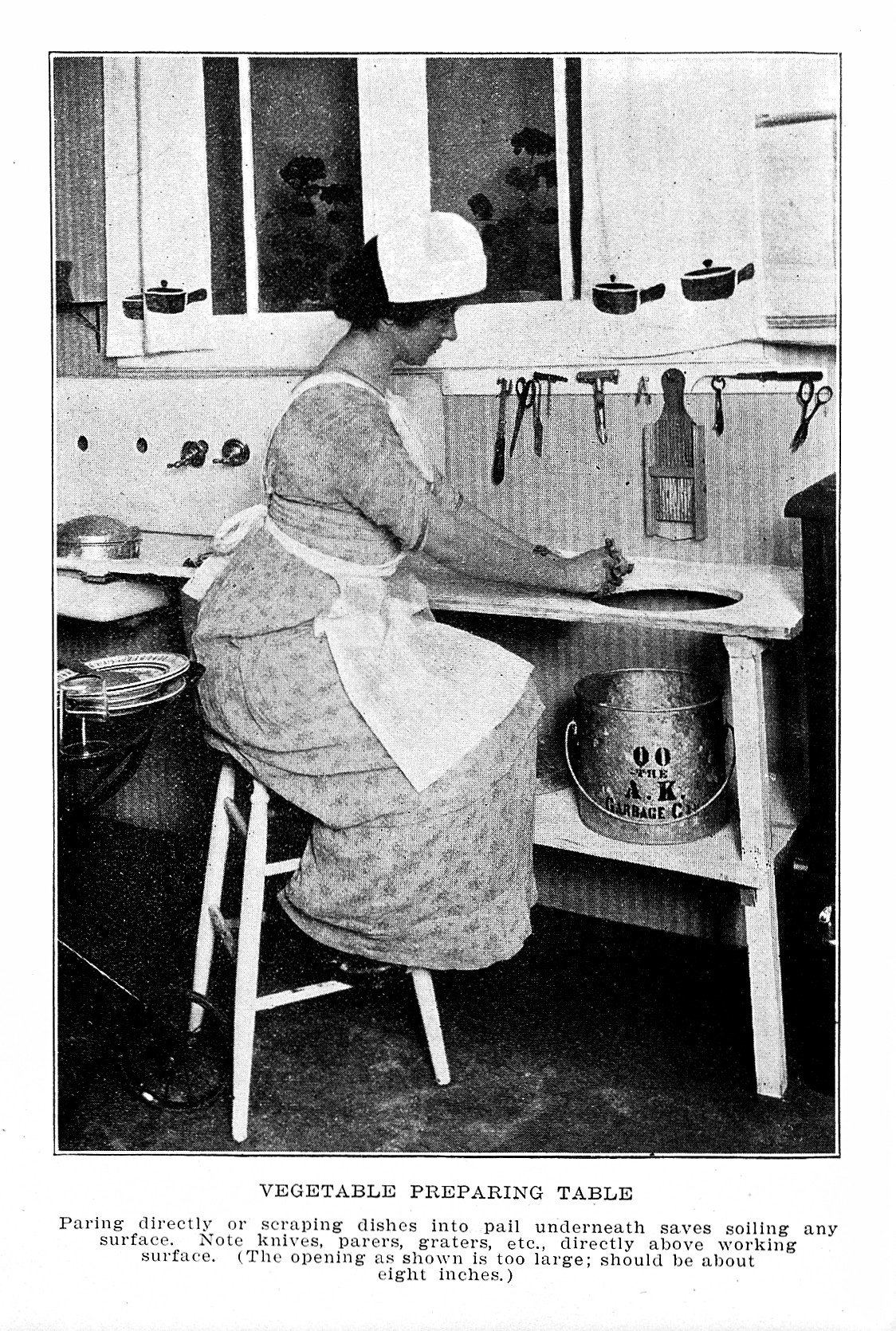
Fotografia de "taula de preparació de verdures" del llibre Household Engineering de Christine Frederick de 1919.

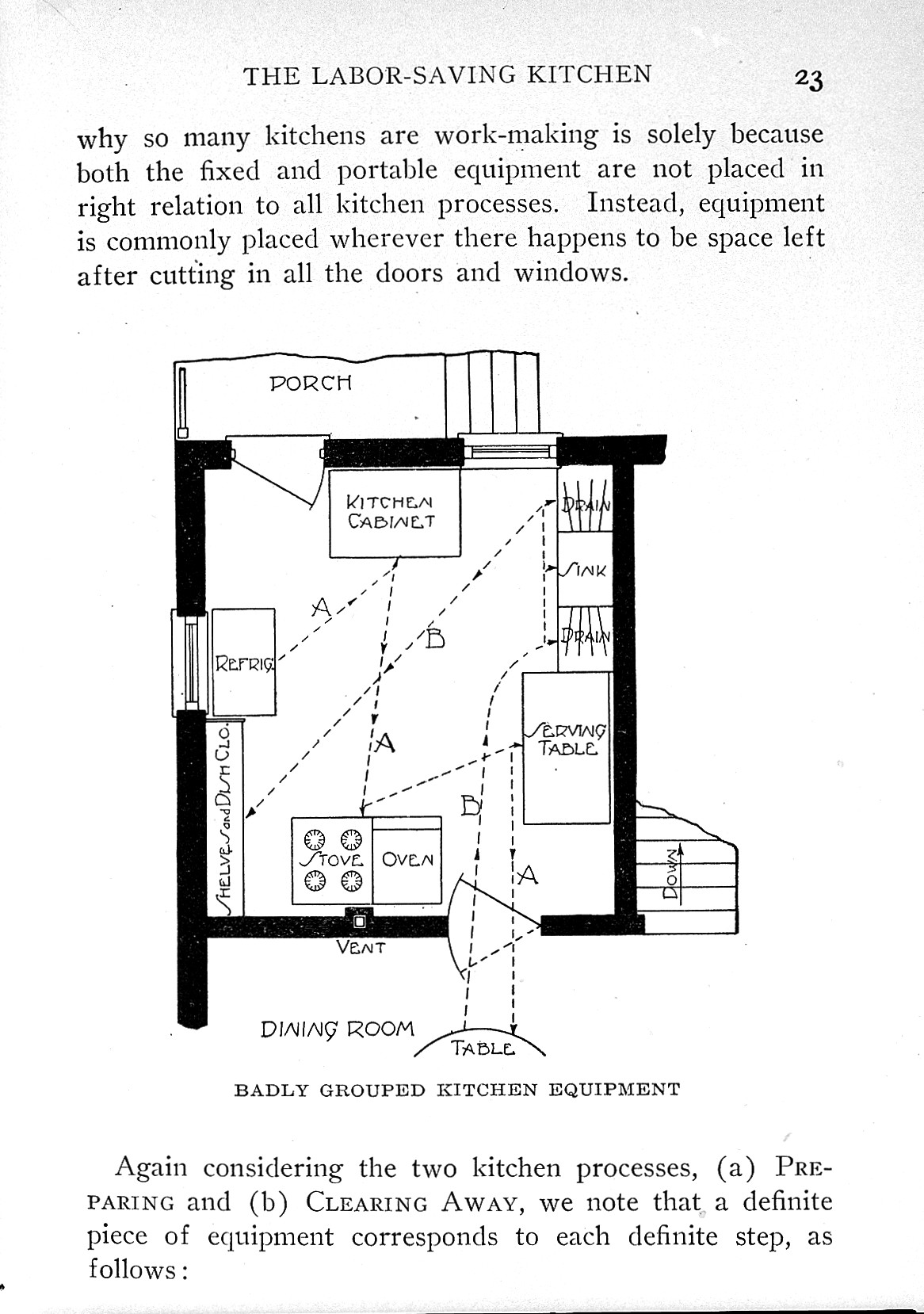
Diagrama d'una cuina ineficient del llibre Household Engineering de Christine Frederick de 1919.

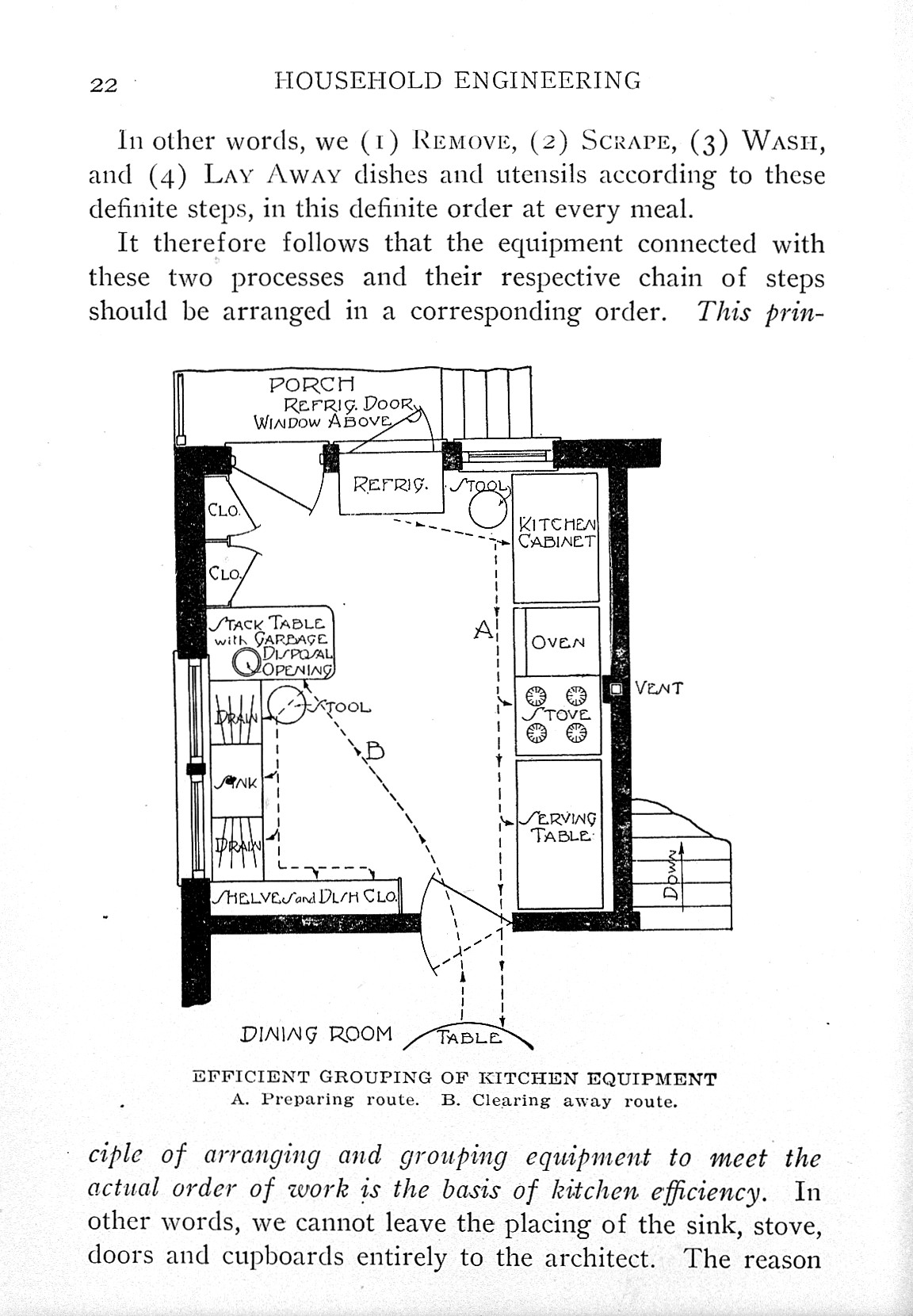
Pla de cuina eficient del llibre Household Engineering de Christine Frederick de 1919.

Després de traslladar-se a Nova York, Christine i J. George Frederick van ajudar a fundar un club anomenat Advertising Women of New York el 1912 perquè les dones se'ls va negar l'admissió al club de publicitat masculina. Interessant-se pel taylorisme aplicat a l'esfera domèstica, Frederick va fundar i va dirigir un laboratori per dur a terme experiments tayloristes a la seva casa de Greenlawn, Nova York.
Ella estava especialment interessada a fer les cuines més eficients per a les dones i se li atribueix l'estandardització de l'alçada dels taulells de la cuina i de les superfícies de treball. A l'Applecroft Home Experiment Station, Frederick va investigar uns 1.800 productes diferents, des d'electrodomèstics fins a aliments, buscant mètodes de preparació i ús que permetessin estalviar mà d'obra.
El 1912, Frederick va començar una sèrie d'articles sota el títol "New Housekeeping" al Ladies' Home Journal (per al qual va exercir com a editora consultora de la llar) per explicar el taylorisme a les dones de classe mitjana. Aquests articles es van publicar posteriorment com a llibre, The New Housekeeping: Efficiency Studies in Home Management. El segon capítol de Frederick, sobre l'aplicació dels estudis de moviment a les tasques domèstiques, mostra el clar paral·lelisme entre la seva investigació i els coneguts estudis de Taylor en l'àmbit industrial. Va seguir això el 1915 amb un curs per correspondència anomenat Household Engineering: Scientific Management in the Home, que es va publicar com a llibre del mateix títol el 1919. L'any 1917, va fer algunes conferències al circuit de Chautauqua.
Frederick va inspirar la periodista francesa Paulette Bernège, que es va convertir en la líder del moviment de les ciències domèstiques a França durant els anys d'entreguerres. Christine Frederick va visitar França l'abril de 1927, on Bernège va organitzar ràpidament una reunió de la Lliga per a l'eficiència domèstica, l'Associació d'electrodomèstics i Mon Chez Moi, que va presidir el ministre de l'Habitatge.
Al llarg d'uns trenta anys, Frederick va ser editora d'altres publicacions: d'economia domèstica de la revista The Designer de Butterick Publishing Company, així com editora consultora per a Shrine i l' American Weekly. També va guanyar diners i reputació amb la publicitat, promocionant productes específics sota la bandera de l'eficiència domèstica.
Frederick de vegades treballava amb el seu marit, que era president d'una empresa anomenada Business Bourse que s'especialitzava en la publicació de dades i investigacions relacionades amb els negocis. A la dècada de 1920, els Frederick van ampliar els seus punts de vista per adoptar la idea de l'obsolescència planificada del producte com una forma d'eficiència a gran escala. Rebutjant la idea tradicional que els productes s'han de fer per durar. Així van defensar l'obsolescència com una mena de "residus creatius" que mantenia l'economia industrial en bon funcionament. En aquesta visió, els objectes ben fets i de llarga durada són un problema perquè saturen el mercat, creant resistència a les eficiències de la producció en massa. A Advertising the American Dream, Roland Marchand anomena els Frederick "evangelistes de la nova ideologia" de l'obsolescència planificada.

## Mort
Christine Frederick va morir d'una malaltia cardíaca el 1970 als 87 anys. Els seus articles es troben a la Biblioteca Schlesinger de l'Institut Radcliffe.

## Publicacions seleccionades
- Meals that Cook Themselves and Cut the Costs. Sentinel Manufacturing, New Haven, 1915.
- The New Housekeeping: Efficiency Studies in Home Management. Doubleday, Page & Co., Garden City, N.Y., 1918.
- Household Engineering: Scientific Management in the Home. American School of Home Economics, Chicago, 1923.
- Selling Mrs. Consumer. Business Bourse, New York, 1929.